# Denzel Hall
Denzel Hall (Rotterdam, 22 maggio 2001) è un calciatore olandese, difensore dell'Heerenveen.

## Biografia
Nato nei Paesi Bassi, Hall ha origini giamaicane.

## Carriera

### Club
Nato a Rotterdam,  Hall è passato attraverso l'Academy del Feyenoord e nel dicembre 2020 ha firmato un contratto fino all'estate del 2024. Ha fatto il suo esordio in Eredivisie entrando all'85' minuto in una vittoria per 4-1 contro il N.E.C. il 23 gennaio 2022.
Il 28 luglio 2022 è stato ceduto in prestito all'ADO Den Haag. Il 28 ottobre 2022 ha segnato il suo primo gol professionistico nella sconfitta per 2-1 contro l'Helmond Sport.
Il 31 luglio 2023 ha firmato un contratto di quattro anni con l'Heerenveen.

### Nazionale
Ha giocato nelle nazionali giovanili olandesi Under-15, Under-16 ed Under-17.

## Statistiche

### Presenze e reti nei club
Statistiche aggiornate al 3 settembre 2023.
| Stagione        | Squadra         | Campionato      | Campionato | Campionato | Coppe nazionali | Coppe nazionali | Coppe nazionali | Coppe continentali | Coppe continentali | Coppe continentali | Altre coppe | Altre coppe | Altre coppe | Totale | Totale | Totale |
| Stagione        | Squadra         | Comp            | Pres       | Reti       | Comp            | Pres            | Reti            | Comp               | Pres               | Reti               | Comp        | Pres        | Reti        | Pres   | Reti   |        |
| --------------- | --------------- | --------------- | ---------- | ---------- | --------------- | --------------- | --------------- | ------------------ | ------------------ | ------------------ | ----------- | ----------- | ----------- | ------ | ------ | ------ |
| 2021-2022       | Feyenoord       | ED              | 2          | 0          | CO              | 0               | 0               | UECL               | 0                  | 0                  |             | -           | -           | 2      | 0      |        |
| 2022-2023       | ADO Den Haag    | 1D              | 32         | 1          | CO              | 3               | 0               |                    | -                  | -                  |             | -           | -           | 35     | 1      |        |
| 2023-2024       | Heerenveen      | ED              | 4          | 0          | CO              | 0               | 0               |                    | -                  | -                  |             | -           | -           | 4      | 0      |        |
| Totale carriera | Totale carriera | Totale carriera | 38         | 1          |                 | 3               | 0               |                    | 0                  | 0                  |             | -           | -           | 41     | 1      |        |